# Liste der Wappen im Landkreis Harz
Diese Liste zeigt die amtlich genehmigten Wappen der Verbandsgemeinden, Städte und Gemeinden, sowie Wappen von ehemaligen Landkreisen, Verwaltungsgemeinschaften, Städten und Gemeinden im Landkreis Harz in Sachsen-Anhalt.

## Landkreis Harz und Vorgängerkreise
| Landkreis | Wappen                      | Kommentare |
| --- | --------------------------- | --- |
| Harz | Wappen des Landkreises Harz | Gestaltet vom Heraldiker Jörg Mantzsch aus Magdeburg, genehmigt durch das Ministerium des Innern des Landes Sachsen-Anhalt am 3. Januar 2008: „Gespalten von Silber und Rot, vorn zwei zugewendete, steigende rote Forellen, hinten zwei schräg gekreuzte silberne Kredenzmesser mit goldenen Griffen.“                          |
| Zum 1. Juli 2007 wurde der Landkreis Harz aus den Landkreisen Halberstadt, Wernigerode und Quedlinburg sowie der Stadt Falkenstein/Harz aus dem Landkreis Aschersleben-Staßfurt neugebildet. |                             | |
| Halberstadt |                             | Genehmigt durch das Ministerium des Innern des Landes Sachsen-Anhalt am 20. Juli 1995: „Gespalten von Silber und Rot.“ |
| Quedlinburg |                             | Genehmigt durch das Ministerium des Innern des Landes Sachsen-Anhalt am 24. September 1990: „Von Silber und Rot durch eine eingebogene neunmal Schwarz über Gold geteilte Spitze geteilt; vorn eine vierendige, nach links gebogene rote Geweihstange, hinten zwei schräggekreuzte silberne Kredenzmesser mit goldenen Griffen.“ |
| Quedlinburg (1939–1990) |                             | Genehmigt am 7. Juli 1939: „In Rot zwei schräggekreuzte silberne Vorlegemesser mit goldenen Griffen.“ |
| Wernigerode |                             | Genehmigt am 13. September 1939, bestätigt durch das Ministerium des Innern des Landes Sachsen-Anhalt am 11. August 1995: „Gespalten von Silber und Rot mit zwei aufgerichteten, einander zugewandten Forellen in verwechselten Farben.“                                                                                         |

## Verbandsgemeinden
| Verbandsgemeinde | Wappen | Kommentare |
| ---------------- | ------ | --- |
| Vorharz          |        | Gestaltet vom Magdeburger Kommunalheraldiker Jörg Mantzsch, genehmigt durch den Landrat des Landkreises Harz am 26. Oktober 2010: „In Blau drei silberne Wellenpfähle, dazwischen zwei goldene Ähren mit je zwei Halmblättern.“ |

### Ehemalige Verwaltungsgemeinschaften
| Verwaltungsgemeinschaft | Wappen | Kommentare |
| ----------------------- | ------ | --- |
| Aue-Fallstein           |        | Genehmigt durch das Regierungspräsidium Magdeburg am 15. Juli 1997 und registriert im Landeshauptarchiv unter der Wappenrollennummer 51/1997: „Geviert von Silber und Rot; Feld 1: eine grüne Buche, Feld 2: vier (2:2) dreiblättrige (1:2) silberne Blüten, Feld 3: drei im rechten Winkel abwärts kehrend gestellte dreiblättrige (1:2) silberne Blüten, Feld 4: ein blauer Wellenbalken.“ Zum 11. September 2003 wurde die Verwaltungsgemeinschaft Aue-Fallstein aufgelöst. Ihre sieben Mitgliedsgemeinden, die Stadt Dardesheim sowie Deersheim, Hessen am Fallstein, Osterode am Fallstein, Rohrsheim, Veltheim am Fallstein und Zilly schlossen sich zur neugebildeten Einheitsgemeinde Aue-Fallstein zusammen, die das Wappen in Rechtsnachfolge weiterführte. |
| Bode-Holtemme           |        | Genehmigt ????: „Geteilt; oben balkenweise in Rot ein silberner Schlüssel mit einem aus Ringen zusammengesetzten Schließblatt und ein zunehmender silberner Mond, unten Silber über Blau im Lindenblattschnitt geteilt.“ Zum 1. Januar 2010 wurde die Verwaltungsgemeinschaft Bode-Holtemme aufgelöst. Zusammen mit den Gemeinden Ditfurt, Hausneindorf, Hedersleben, Heteborn und Wedderstedt aus der ebenfalls aufgelösten Verwaltungsgemeinschaft Ballenstedt/Bode-Selke-Aue wurde die Verbandsgemeinde Vorharz gegründet. Dabei wurde Nienhagen nach Schwanebeck eingemeindet. |
| Brocken                 |        | Gestaltet vom Magdeburger Kommunalheraldiker Jörg Mantzsch, genehmigt ????: „.“ Zum 1. Januar 2005 wurde die Verwaltungsgemeinschaft Brocken aufgelöst. |
| Brocken-Hochharz        |        | Gestaltet von Jörg Mantsch, genehmigt durch das Regierungspräsidium Magdeburg ????: „Gespalten von Silber und Grün, in verwechselten Tinkturen eine von zwei Lilien begleitete Tanne auf einem mit drei Wellenlinien belegten Dreiberg.“ Zum 1. Januar 2010 wurde die Verwaltungsgemeinschaft Brocken-Hochharz aufgelöst. |
| Huy                     |        | Gestaltet von der Magdeburger Heraldikerin Erika Fiedler, genehmigt durch das Regierungspräsidium Magdeburg am 13. Mai 1996: „Gespalten von Silber und Grün; vorn 5 (2:2:1) steigende Buchenblätter, hinten 6 (2:2:2) silberne Schilfstengel mit Blatt.“ Zum 1. April 2002 wurde die Verwaltungsgemeinschaft Huy aufgelöst. Ihre Mitgliedsgemeinden, Aderstedt, Anderbeck, Badersleben, Dedeleben, Dingelstedt am Huy, Eilenstedt, Eilsdorf, Huy-Neinstedt, Pabstorf, Schlanstedt und Vogelsdorf schlossen sich zur neugebildeten Einheitsgemeinde Huy zusammen. Diese führt das Wappen in Rechtsnachfolge weiter. |
| Unterharz               |        | Genehmigt ????: „Geviert von Rot und Silber; Feld 1 ein silberner schwarzgefugter Zinnenturm mit beknauftem Spitzdach, offenem Tor und offener Rundbogenfensteröffnung; Feld 2 eine grüne bewurzelte Tanne; Feld 3 eine grüne bewurzelte Linde; Feld 4 schräg gekreuzte silberne Hammer und Schlägel.“ Zum 1. August 2009 wurde die Verwaltungsgemeinschaft Unterharz aufgelöst. Die Städte Güntersberge und Harzgerode schlossen sich mit den Gemeinden Dankerode, Königerode, Schielo, Siptenfelde und Straßberg zur neugebildeten Stadt Harzgerode zusammen. Die verbliebene Gemeinde Neudorf wurde zum 1. September 2010 nach Harzgerode eingemeindet. |

## Städte und Gemeinden
| Stadt oder Gemeinde       | Wappen | Kommentare |
| ------------------------- | ------ | --- |
| Stadt Ballenstedt         |        | Das Wappen ist eine Varietät des Wappenschildes der Grafen von Ballenstedt. Nach der Stadterhebung von Ballenstedt ist es 1560 bekundet: „Gespalten, vorn unter goldenem Schildhaupt fünfmal schwarz über gold geteilt, hinten über goldenem Schildfuß fünfmal gold über schwarz geteilt. Auf dem Bügelhelm mit Halskleinod und golden-silbernen Decken ein goldener Pfahl mit drei schwarzen Balken.“ |
| Stadt Blankenburg (Harz)  |        | Genehmigt durch den Landrat des Landkreises Harz am 23. Juli 2016: „In Schwarz ein gefugter und gezinnter silberner Rundturm mit Sockel und schwarzer Toröffnung, begleitet vorn von einem silbernen Schild mit roter Hirschstange und hinten von einem silbernen Spangenhelm mit roten Hirschstangen als Helmzier.“ |
| Gemeinde Ditfurt          |        | Genehmigt durch das Regierungspräsidium Magdeburg am 14. Juni 2001: „Im blauen Schild mit goldenem Innenbord zwei schräggekreuzte silberne Vorlegemesser mit dreimal schwarz genagelten goldenen Griffen.“ |
| Stadt Falkenstein/Harz    |        | Genehmigt ????: „Das Wappen der Stadt Falkenstein/Harz zeigt gespalten von Blau und Silber. Vorn ein gezinnter silberner Burgturm mit zwei haubenförmig schwarz bedachten Erkern und einem aufgesetzten gezinnten Kuppeltürmchenmit schwarzem Dach, bekrönt von einer schwarz bedachten und beknauftem Laterne; im Turm zwei schwarze Fensteröffnungen, in den Erkern je eine schwarze Fensteröffnung; die Turmspitz im Winkelmaß begleitet von sieben fünfstrahligen (3:2:2) goldenen Sternen. Hinten pfahlweise drei linksgewendete fliegende schwarze Falken.“ Die Farben der Stadt Falkenstein/Harz – abgeleitet vom Wappen – sind Weiß/Blau.                                       |
| Gemeinde Groß Quenstedt   |        | Gestaltet von der Magdeburger Heraldikerin Erika Fiedler, genehmigt durch das Regierungspräsidium Magdeburg am 25. August 1995: „In Silber auf grünem Dreiberg mit silbernem Wellenbalken eine bewurzelte Linde mit schwarzem Stamm und grünen Blättern.“ |
| Kreisstadt Halberstadt    |        | Das Wappenbild erscheint zuerst auf Siegeln aus dem 14. Jahrhundert, genehmigt durch das Regierungspräsidium Magdeburg am 24. März 1998: „Gespalten von Silber und Rot, belegt mit einem schrägrechten schwarzen Doppelhaken.“ |
| Gemeinde Harsleben        |        | Genehmigt durch den Oberpräsidenten der Provinz Sachsen am 17. Februar 1936: „Schräggeteilt von Rot über Silber; oben drei im rechten Winkel abwärts kehrend gestellte sechsstrahlige silberne Sterne, unten ein zunehmender roter Mond.“ |
| Stadt Harzgerode          |        | Gestaltet von dem Heraldiker Hans Schulze aus Harzgerode, genehmigt durch den Landrat des Landkreises Harz am 19. November 2010: „Das Wappen der Stadt Harzgerode zeigt in Silber einen grünen Berg belegt mit silbernem Schlägel und Eisen, darauf wachsend vorn eine grüne Tanne und hinten eine grüne Linde, mittig ein offenes schwarz gefugtes Stadttor mit links und rechts angesetzter Stadtmauer und Zinnenturm mit Fensteröffnung und golden beknauftem blauem Spitzdach.“ Die Farben der Stadt Harzgerode sind Rot / Silber (Weiß). |
| Gemeinde Hedersleben      |        | Gestaltet vom Heraldiker Karl-Heinz Fritze aus Niederorschel, genehmigt am 10. Mai 2005: „Das Wappen der Gemeinde Hedersleben zeigt in Silber zwei mit einem rot-silbern doppelreihig geschachten Schrägrechtsbalken belegte, schräglinke blaue Wellenbalken über einer roten Zuckerrübe mit drei grünen Blättern.“ |
| Gemeinde Huy              |        | Gestaltet von der Magdeburger Heraldikerin Erika Fiedler, genehmigt durch das Regierungspräsidium Magdeburg am 19. Juli 2002: „Gespalten von Silber und Grün; vorn 5 (2:2:1) steigende Buchenblätter, hinten 6 (2:2:2) silberne Schilfstengel mit Blatt.“ Die zum 1. April 2002 neugebildete Gemeinde Huy führt in Rechtsnachfolge das Wappen weiter, das zuvor am 13. Mai 1996 der Verwaltungsgemeinschaft Huy durch das Regierungspräsidium Magdeburg genehmigt wurde. |
| Stadt Ilsenburg (Harz)    |        | Gestaltet von dem Magdeburger Staatsarchivrat Otto Korn, genehmigt durch den Oberpräsidenten der Provinz Sachsen am 22. Februar 1938: „In Silber auf grünem Boden zwischen zwei grünen Laubbäumen (Elsen oder Erlen) ein rotes Burgtor, dessen Giebel mit einem goldenen Schildchen, worin ein schwarzer Hirsch, belegt ist.“ |
| Gemeinde Nordharz         |        | Gestaltet vom Magdeburger Kommunalheraldiker Jörg Mantzsch, genehmigt durch den Landrat des Landkreises Harz am 28. Januar 2011: „In Blau eine rechtshin schreitende silberne Frauengestalt, das mit einem Tuch bedeckte Haupt gekrönt, in den Händen eine silberne Eichel haltend; pfahlweise begleitet von je 4 goldenen Mühlsteinen.“ Die Farben der Gemeinde sind Weiß-Blau. |
| Stadt Oberharz am Brocken |        | Gestaltet vom Magdeburger Kommunalheraldiker Jörg Mantzsch, genehmigt durch den Landrat des Landkreises Harz am 7. Juni 2011: „In Silber ein grüner Dreiberg und ein dessen größeren Mittelgipfel überspringender schwarzer Hirsch mit achtendigem Geweih, überhöht von einem schwarzen Bergmannsgezähe, zwischen zwei aus den kleineren Außengipfeln wachsenden grünen Tannen, der Bergfuß belegt mit drei silbernen Wellenlinien.“ Die Farben der Stadt sind Grün-Weiß. |
| Stadt Osterwieck          |        | Gestaltet von Udo Glathe, genehmigt durch den Landrat des Landkreises Harz am 18. März 2011: „Geviert von Silber und Rot; belegt mit einer gefüllten Rose mit Butzen in verwechselten Tinkturen, Feld 2: sieben (3:2:1:1) silberne Sterne, Feld 3: sieben (2:3:2) silberne Sterne.“ |
| Stadt Quedlinburg         |        | Gestaltet vom Magdeburger Kommunalheraldiker Jörg Mantzsch, Vorbild des Adlers war das 1882 von Adolf Matthias Hildebrandt gestaltete Wappenbild aus dem „Urkundenbuch der Stadt Quedlinburg“; genehmigt 1998: „In Gold ein rotbewehrter schwarzer Adler mit goldkonturiertem roten Brustschild, darin eine silberne Burg mit schwarz gefugter Zinnenmauer und gezinntem Torturm mit offenem Rundbogenfenster im Spitzdach, geöffneten Torflügeln und emporgezogenem Fallgitter, der Torturm flankiert von zwei spitzbedachten Zinnentürmen mit je einem offenen Rundbogenfenster, im Tor ein sitzender silberner Hund mit schwarzem Halsband.“ Die Farben der Stadt sind Schwarz-Gelb. |
| Stadt Schwanebeck         |        | Genehmigt ????: „In Blau einen im Wasser aufrecht stehenden silbernen Schwan mit roter Bewehrung und ausgebreiteten Flügeln, nach links blickend.“ |
| Gemeinde Selke-Aue        |        | Gestaltet von Karl-Heinz Fritze aus Niederorschel, genehmigt durch den Landrat des Landkreises Harz am 30. November 2011: „Über mit einer blauen Wellenleiste belegtem silbernen Schildfuß in Blau vorn ein schwarzgefugter silberner Turm mit spitzer Haube und schwarzer Fensteröffnung, mittig ein steigendes goldenes Eichenblatt und hinten ein schwarzgefugter silberner Turm mit Walmdach und schwarzer Fensteröffnung.“ Die Farben der Gemeinde sind Weiß – Blau. |
| Stadt Thale               |        | Genehmigt durch das Regierungspräsidium Magdeburg am 11. Juli 1996: „In Silber ein gezinnter blauer Turm mit spitzem goldbeknauften roten Dach und offenem Tor, über dem Tor belegt mit einem silbernen Schild, darin eine rote Hexe auf einem Besen reitend..“ |
| Stadt Wegeleben           |        | Genehmigt durch das Regierungspräsidium Magdeburg am 5. Februar 1998: „In Blau eine silberne Burg, mit gezinnter Mauer zwischen zwei Zinnentürmen; aus den Mauerzinnen wachsend der heilige Petrus in goldenem Gewand mit silbernem Haar und Bart sowie goldenem Nimbus, in der rechten Hand einen mit dem Bart nach oben rechts gekehrten goldenen Schlüssel haltend. Die Türme mit je zwei schwarzen Fensteröffnungen nebeneinander und je einem gezinnten Türmchen mit golden beknauftem roten Spitzdach und je einer schwarzen Fensteröffnung. In der offenen Toröffnung ein hochgezogenes goldenes Fallgatter, darunter schwebend ein silberner Schild mit schwarzem Balken.“      |
| Stadt Wernigerode         |        | Die älteste erhaltene Darstellung des Wappens der Stadt Wernigerode befindet sich auf einem Siegel an einer Urkunde von 1309. Die Farbgebung (Rot auf Silber bzw. Weiß) taucht im 16. Jahrhundert auf. Das Fallgatter im oberen Dreipassbogen erscheint erstmals in einem Stadtsiegel von 1610. Gestaltet vom Magdeburger Kommunalheraldiker Jörg Mantzsch, genehmigt durch das Ministerium des Innern des Landes Sachsen-Anhalt 1996: „In Silber eine rote Burg mit gezinnter Mauer, einem höheren zweifenstrigen Mittelturm mit Spitzdach und Knauf zwischen zwei einfenstrigen gezinnten Türmen, im kleeblattförmigen Tor mit aufgezogenem Fallgatter eine rote Forelle.“            |

### Ehemalige Städte und Gemeinden
| Stadt oder Gemeinde | Wappen | Kommentare |
| --- | ------ | --- |
| Stadt Ballenstedt |        | |
| Gemeinde Badeborn |        | Gestaltet vom Magdeburger Kommunalheraldiker Jörg Mantzsch, genehmigt ????: „In Gold ein runder, schwarz gefugter roter steinerner Ziehbrunnen mit Ziegeldach auf zwei Säulen und hochgezogenem, silbern konturiertem schwarzem Schöpfgefäß.“ Zum 4. August 2002 wurde die Gemeinde Badeborn nach Ballenstedt eingemeindet. |
| Gemeinde Radisleben |        | Genehmigt ????: „In Silber ein bewurzelter grüner Obstbaum mit drei goldenen Früchten; der Birne, der Kirsche und dem Apfel.“ Zum 1. Januar 2010 wurde die Gemeinde Radisleben nach Ballenstedt eingemeindet. |
| Gemeinde Rieder |        | Gestaltet vom Magdeburger Kommunalheraldiker Jörg Mantzsch, genehmigt durch das Regierungspräsidium Magdeburg am 3. September 1997: „Zinnenförmig schräggeteilt, oben in Grün eine silberne Glocke, unten eine schwarz gefugte, silberne Mauer.“ Zum 1. Dezember 2013 wurde die Gemeinde Rieder nach Ballenstedt eingemeindet. |
| Stadt Blankenburg (Harz) Zum 1.Januar 2010 schlossen sich sie Städte Blankenburg und Derenburg mit den Gemeinden Cattenstedt, Heimburg, Hüttenrode, Timmenrode und Wienrode zur neugebildeten Stadt Blankenburg (Harz) zusammen. |        | |
| Gemeinde Börnecke |        | Gestaltet vom Heraldiker Dr. Arnold Rabbow aus Berlin, angenommen durch den Ortschaftsrat Börnecke am 25. August 2005: „In Blau zwischen zwei aus der Schildfußstelle aufsteigenden, auswärts geschweiften goldenen Bögen eine goldene Weintraube unter einer goldenen Hirschstange.“ Zum 15. Oktober 1993 wurde die Gemeinde Börnecke nach Blankenburg eingemeindet. |
| Gemeinde Cattenstedt |        | Gestaltet vom Magdeburger Kommunalheraldiker Jörg Mantzsch, genehmigt ????: „In Gold über blauem Wellenschildfuß drei blaue Eichenblätter, das mittlere größer und die beiden äußeren zum Schildrand hin schräg gestellt.“ |
| Stadt Derenburg |        | Gestaltet von der Magdeburger Heraldikerin Erika Fiedler, genehmigt durch das Regierungspräsidium Magdeburg am 30. August 1996: „In Silber eine rote Burg mit zweifacher gezinnter Mauer, breiterem gezinnten Torturm und zwei Seitentürmen mit blauen Spitzdächern und schwarzen Knäufen, auf den Zinnen des Torturms ein blauer Helm, beidseitig mit einer vierendigen roten Hirschstange.“ |
| Stadt Derenburg (bis 1996) |        | In Gebrauch seit ????: „In Silber eine rote Burg mit breitem Torturm und zwei spitzbedachten Seitentürmen auf beiderseits ansteigender gezinnter Mauer; über den Zinnen des Mittelturms ein Helm mit roten Hirschstangen.“ |
| Gemeinde Heimburg |        | Genehmigt durch das Regierungspräsidium Magdeburg am 15. Oktober 1993: „Schräglinksgeteilt von Silber über Gold; oben eine rote Hirschstange, unten drei rote Balken.“ |
| Gemeinde Hüttenrode |        | Gestaltet vom Magdeburger Kommunalheraldiker Jörg Mantzsch, genehmigt durch den Landrat des Landkreises Harz am 26. Juni 2008: „Durch Göpelschnitt geteilt, vorn in Gold eine aufrechte nach links gebogene rechte rote Hirschstange, hinten in Grün eine goldene Getreidegarbe, unten in Silber ein schwarzes Bergmannsgezähe.“ Die Farben der Gemeinde sind Grün/Gold (Gelb). |
| Gemeinde Timmenrode |        | Genehmigt ????: „Von Grün und Rot erhöht geteilt durch eine dreifach gezinnte, die mittlere Zinne höher, unregelmäßig schwarz gefugte, silberne Mauer; unten ein schreitendes silbernes Pferd mit gesenktem Kopf.“ |
| Gemeinde Wienrode |        | Gestaltet vom Magdeburger Kommunalheraldiker Jörg Mantzsch, genehmigt 1997: „Schräggeteilt von Silber über Rot, oben ein schrägrechter grüner Zweig mit drei grünen Blättern und zwei hängenden roten Kirschen, unten eine schrägrechte, nach links gebogene, vierendige silberne Geweihstange.“ |
| Stadt Falkenstein/Harz Zum 1. Januar 2002 schlossen sich die Stadt Ermsleben und die Gemeinden Endorf, Meisdorf, Neuplatendorf, Pansfelde, Reinstedt und Wieserode der Verwaltungsgemeinschaft Falkenstein/Harz zur neugebildeten Stadt Falkenstein/Harz zusammen. |        | |
| Stadt Ermsleben |        | Gestaltet von dem Heraldiker Frank Jung, genehmigt durch das Regierungspräsidium Magdeburg am 14. März 2000: „In Blau über einer durchgehenden schwarz gefugten silbernen Zinnenmauer mit offenem Tor ein dreistöckiger silberner Zinnenturm mit 9 (3 : 3) schwarzen Rundbogenfensteröffnungen und rotem Spitzdach, begleitet rechts von einem schwebenden gespaltenen Wappenschild – vorn in Silber ein schwarzer Adler am Spalt, hinten von Rot über Silber dreimal geteilt – links von einem schwebenden silbernen Spangenhelm mit silbernen Decken und offenem schwarzen Flug; auf der Dachspitze ein flugbereit sitzender, linksgewendeter goldener Falke zwischen zwei zugewendet fliegenden goldenen Falken.“ |
| Kreisstadt Halberstadt Zum 1. Januar 2010 schlossen sich die bisherige Stadt Halberstadt und die Gemeinden Aspenstedt, Athenstedt, Langenstein, Sargstedt und das Schachdorf Ströbeck zur neugebildeten Stadt Halberstadt zusammen. |        | |
| Gemeinde Aspenstedt |        | Gestaltet vom Magdeburger Kommunalheraldiker Jörg Mantzsch, genehmigt durch den Landrat des Landkreises Harz am 24. März 2009: „In Silber aus grünem Dreiberg wachsend eine grüne Espe mit Blütenkätzchen, unterhalb der Baumkrone begleitet von zwei steigenden roten Milanen, der Dreiberg belegt mit einer silbernen Fontäne.“ |
| Gemeinde Athenstedt |        | Gestaltet vom Magdeburger Kommunalheraldiker Jörg Mantzsch, genehmigt 2002: „Geviert von Rot und Silber; Feld 1 eine goldene Eule, Feld 2 und 3 ein grünes Buchenblatt, Feld 4 eine gebundene goldene Getreidegarbe.“ |
| Gemeinde Emersleben |        | Das in Emersleben verwendete Wappen wurde nie offiziell bestätigt und unterlag keinem Genehmigungsverfahren. Es wird gewohnheitsmäßig verwendet und widerspricht den Regeln der Heraldik vor allem in Bezug auf die Tingierung. Zum 1. Mai 1995 wurde die Gemeinde Emersleben nach Halberstadt eingemeindet. |
| Gemeinde Klein Quenstedt |        | Gestaltet von der Heraldischen Gesellschaft „Schwarzer Löwe“ Leipzig und registriert in der Quedlinburger Wappenrolle unter der Nummer QWR II/86022: „Gespalten von Silber und Rot; vorn drei aufrechte rote Getreideähren, hinten ein silberner Rinderkopf.“ Zum 1. Januar 1996 wurde die Gemeinde Klein Quenstedt nach Halberstadt eingemeindet. |
| Gemeinde Langenstein |        | Angenommen durch den Gemeinderat am 3. Februar 1931, genehmigt am 15. Februar 1932: „Im von Rot und Weiß schrägrechts geteilten Schild ein Bischof in goldenem Gewand mit grünem von einer goldenen Spange gehaltenen Mantel; auf dem Kopf eine grüne, golden verzierte Mitra mit zwei kleinen Kreuzen; in der linken Hand einen goldenen Bischhofsstab haltend, die rechte Hand segnend erhoben.“ |
| Gemeinde Sargstedt |        | Gestaltet vom Magdeburger Kommunalheraldiker Jörg Mantzsch, genehmigt 1997: „Gespalten von Silber und Rot mit einer entwurzelten Kastanie in verwechselten Farben.“ |
| Gemeinde Ströbeck |        | Gestaltet von dem Magdeburger Staatsarchivrat Otto Korn, genehmigt durch den Oberpräsidenten der Provinz Sachsen am 27. November 1937: „In Rot ein übereck gestelltes, schwarz-silbern geschachtetes Schachbrett mit 64 Feldern.“ |
| Gemeinde Wehrstedt |        | Gestaltet von dem Heraldiker Gustav Adolf Closs aus Berlin, angenommen durch den Gemeinderat am 19. August 1929, genehmigt am 17. Oktober 1929: „Gespalten von Silber und Rot; vorn drei rote Zinnenbalken, hinten ein silberner stehender Schwan mit offenen gespreizten Flügeln.“ Zum 1. Juli 1946 wurde die Gemeinde Wehrstedt nach Halberstadt eingemeindet. |
| Stadt Harzgerode Zum 1. August 2009 schlossen sich die Städte Güntersberge (mit den damaligen Ortsteilen Friedrichshöhe und Bärenrode) und Harzgerode (mit den damaligen Ortsteilen Alexisbad, Mägdesprung und Silberhütte) mit den Gemeinden Dankerode, Königerode, Schielo, Siptenfelde und Straßberg zur neuen Stadt Harzgerode zusammen. Zum 1. September 2010 wurde die Gemeinde Neudorf nach Harzgerode eingemeindet. |        | |
| Stadt Güntersberge |        | Genehmigt durch das Regierungspräsidium Magdeburg am 9. Dezember 2004: „In Silber eine gezinnte rote Stadtmauer, dahinter zwei schlanke gezinnte rote Türme mit Spitzdächern und goldenen Knäufen, auf der Mauer zwischen den Türmen wachsend ein aufgerichteter Bär mit goldenem Halsband, goldener Krone, silberner Bewehrung und roter Zunge.“ Die Farben der Stadt sind Rot – Silber (Weiß). |
| Stadt Harzgerode |        | Gestaltet von dem Heraldiker Hans Schulze aus Harzgerode, genehmigt durch den Landkreis Harz am 5. Juni 2008: „In Silber eine schwarz gefugte rote Burg mit offenem Tor und hochgezogenem schwarzen Fallgatter, die gezinnte Burgmauer besetzt mit drei Zinnentürmen mit je einer Fensteröffnung und golden beknauften blauen Spitzdächern, der breitere und höhere Mittelturm belegt mit einem schräg gestellten Schild, dieser gespalten, vorn in Silber ein halber roter Adler am Spalt, hinten neunfach Schwarz über Gold geteilt und mit schrägem grünen Rautenkranz belegt.“ Die Farben der Stadt sind Rot/Silber (Weiß). |
| Gemeinde Königerode |        | Gestaltet von der Heraldischen Gesellschaft „Schwarzer Löwe“ Leipzig, registriert in der Quedlinburger Wappenrolle QWR II/90020 am 22. April 1990. Genehmigt durch das Regierungspräsidium Magdeburg am 11. November 1993: „Im goldenen Schild mit grünem Schildfuß, darin geschrägte goldene Rodehacken, steht eine grüne Linde mit schwarzem Stamm.“ Die Farben der Gemeinde Königerode sind Grün-Gold (Gelb). |
| Gemeinde Neudorf |        | Gestaltet von dem Heraldiker Hans Schulze aus Harzgerode, registriert in der Quedlinburger Wappenrolle unter der Nummer QWR II/90012, genehmigt durch den Landkreis Harz am 13. März 2009: „Gespalten; vorn in Silber aus grünem Boden wachsend eine grüne Tanne, hinten neunmal Schwarz über Gold geteilt und mit einem roten Bergmannsgezähe belegt.“ Die Farben der Gemeinde sind Grün – Weiß (Silber). |
| Gemeinde Schielo |        | Genehmigt durch den Landrat des Landkreises Harz am 13. März 2009: „In Silber auf grünem Berg eine grüne Linde, der Berg belegt mit einem geflochtenen silbernen Henkelkorb.“ Die Farben der Gemeinde sind – ausgehend von der Tingierung des Wappens – die Farben Silber (Weiß)/Grün. |
| Gemeinde Siptenfelde |        | Gestaltet von dem Heraldiker Frank Jung, genehmigt durch das Regierungspräsidium Magdeburg am 15. April 1998: „In Grün eine entwurzelte silberne Tanne; der Stamm beseitet von zwei einander zugewandten, sitzenden goldenen Hasen.“ Die Farben der Gemeinde sind Weiß (Silber) – Grün. |
| Gemeinde Straßberg |        | Genehmigt durch den Landrat des Landkreises Harz am 11. März 2009: „Im Göpelschnitt geteilt, vorn in Silber eine ausgerissene grüne Tanne, hinten in Grün schräglinks gestellt gefächert drei goldene Ähren, unten in Schwarz ein silbernes Bergmannsgezähe.“ Die Farben der Gemeinde sind – ausgehend von der Tingierung des Wappens – die Farben Grün/Silber (Weiß). |
| Gemeinde Huy Zum 1. April 2002 schlossen sich die Gemeinden Aderstedt, Anderbeck, Badersleben, Dedeleben, Dingelstedt am Huy, Eilenstedt, Eilsdorf, Huy-Neinstedt, Pabstorf, Schlanstedt und Vogelsdorf der bisherigen Verwaltungsgemeinschaft Huy zur neugebildeten Einheitsgemeinde Huy zusammen. |        | |
| Gemeinde Aderstedt |        | Gestaltet von der Heraldikerin Erika Fiedler aus Magdeburg, genehmigt durch das Regierungspräsidium Magdeburg am 12. Juli 1995 und registriert im Landesarchiv Sachsen-Anhalt unter der Nr. 68/1995: „In Grün eine silberne Glocke an einem silbernen Balken begleitet von zehn silbernen Sternen.“ Die Farben der Gemeinde sind Weiß (Silber) – Rot. |
| Gemeinde Anderbeck |        | Gestaltet von der Heraldikerin Erika Fiedler aus Magdeburg, genehmigt durch das Regierungspräsidium Magdeburg am 30. Januar 1995: „In Blau ein aufgerichteter silberner dreiblättriger Eichenzweig mit vier Eicheln.“ Die Farben der Gemeinde sind Blau – Weiß (Silber). |
| Gemeinde Badersleben |        | Gestaltet von der Heraldikerin Erika Fiedler aus Magdeburg, genehmigt durch das Regierungspräsidium Magdeburg am 15. Januar 1996: „Geviert; Feld 1 und 4: in Silber eine stilisierte Rose mit goldenen Kelchblättern und goldener Samenkapsel, Feld 2: in Rot ein silberner Pflug, Feld 3: in Rot ein silbernes Wassermühlenrad.“ Die Farben der Gemeinde sind Weiß (Silber) – Rot. |
| Gemeinde Dedeleben |        | Gestaltet von der Heraldikerin Erika Fiedler aus Magdeburg, genehmigt durch das Regierungspräsidium Magdeburg am 15. Juni 1995: „In Blau auf blauem Wasser ein silberner Turm auf silbernem Berg, beseitet von je zwei goldenen Ähren, auf dem Turm eine goldene Flagge.“ Die Farben der Gemeinde sind Weiß (Silber) – Blau. |
| Gemeinde Dingelstedt |        | Gestaltet von dem Heraldiker Carl Busch aus Berlin, angenommen vom Gemeinderat am 26. März 1934, genehmigt am 18. Juli 1934, bestätigt durch das Regierungspräsidium Magdeburg am 10. Juli 1996: „In Rot eine silberne Hausmarke, die sogenannte Tyr-Rune mit rechts angehängtem schrägen Kreuz.“ Die Farben der Gemeinde sind Weiß (Silber) – Rot. |
| Gemeinde Eilenstedt |        | Gestaltet von der Heraldikerin Erika Fiedler aus Magdeburg, genehmigt durch das Regierungspräsidium Magdeburg am 15. Juni 1995: „In Silber eine eingebogene blaue Spitze, darin eine silberne Turmruine, die Spitze begleitet von zwei schwarzen silberkonturierten und goldenbewehrten Eulen auf silbernen Ästen sitzend.“ Die Farben der Gemeinde sind Blau – Weiß (Silber). |
| Gemeinde Eilsdorf |        | Gestaltet von der Heraldikerin Erika Fiedler aus Magdeburg, genehmigt durch das Regierungspräsidium Magdeburg am 15. September 1995: „Gespalten von Silber und Grün, im Schildfuß ein Dreiberg in verwechselten Farben, darauf vorn eine bewurzelte grüne Linde, hinten eine bewurzelte silberne Eiche.“ Die Farben der Gemeinde sind Grün – Weiß (Silber). |
| Gemeinde Huy-Neinstedt |        | Gestaltet von der Heraldikerin Erika Fiedler aus Magdeburg, genehmigt durch das Regierungspräsidium Magdeburg am 12. Juli 1995: „Gespalten von Silber und Rot; belegt mit einem grünen Kleeblatt.“ Die Farben der Gemeinde sind Weiß (Silber) – Rot. |
| Gemeinde Pabstorf |        | Gestaltet von der Heraldikerin Erika Fiedler aus Magdeburg, genehmigt durch das Regierungspräsidium Magdeburg am 15. September 1995: „Quadriert; Feld 1: In Silber ein schwarzer Milan, Feld 2: Blau, Feld 3: Schwarz, Feld 4: in Gold ein schwarzer Pferdekopf.“ Die Farben der Gemeinde sind Blau – Gelb (Gold). |
| Gemeinde Schlanstedt |        | Gestaltet von der Heraldikerin Erika Fiedler aus Magdeburg, genehmigt durch das Regierungspräsidium Magdeburg am 21. August 1995: „In Rot eine gezinnte silberne Mauer mit geschlossenem goldenen Tor, dahinter aufsteigend ein gezinnter silberner Mittelturm; über dem Torbogen gekreuzt ein schwarzes Schwert und eine schwarze Turnierlanze mit den goldenen Griffen nach unten, an der goldenen Lanzenspitze eine rot-silberne Quaste, belegt mit einem goldenen Helm geschmückt mit drei senkrechten silbern-roten Federn; der Turm belegt mit einem schrägrechts liegenden silbern-rot gespaltenen Schild.“ Die Farben der Gemeinde sind Weiß (Silber) – Rot. |
| Gemeinde Vogelsdorf |        | Gestaltet von der Heraldikerin Erika Fiedler aus Magdeburg, genehmigt durch das Regierungspräsidium Magdeburg am 7. November 1996: „In Grün eine silberne goldbewehrte Taube auf der Astgabel einer silbernen Birke mit goldenen Blättern.“ Die Farben der Gemeinde sind Weiß (Silber) – Grün. |
| Stadt Ilsenburg (Harz) Zum 1. Juli 2009 wurden die Gemeinden Darlingerode und Drübeck der Verwaltungsgemeinschaft Ilsenburg (Harz) in die Stadt Ilsenburg (Harz) eingemeindet. Die Verwaltungsgemeinschaft Ilsenburg (Harz) wurde damit aufgelöst. |        | |
| Gemeinde Darlingerode |        | Genehmigt am 23. Dezember 1999: „Gespalten von Gold und Schwarz; vorn am Spalt ein schwarzer Hirsch hinten einen goldenen Rost.“ |
| Gemeinde Drübeck |        | Genehmigt ????: „In Silber auf grünem Schildfuß eine schwarz gefugte rote Burg mit drei spitzbedachten Türmen, der mittlere Turm breiter und höher mit zwei schwarzen Fensteröffnungen nebeneinander, die Außentürme mit je einer schwarzen Fensteröffnung; die Dächer schwarz und golden beknauft.“ |
| Gemeinde Nordharz Zum 1. Januar 2010 schlossen sich die Gemeinden Abbenrode, Heudeber, Langeln, Schmatzfeld, Stapelburg, Veckenstedt und Wasserleben der Verwaltungsgemeinschaft Nordharz mit der Gemeinde Danstedt der Verwaltungsgemeinschaft Harzvorland-Huy zur neugebildeten Einheitsgemeinde Nordharz zusammen. |        | |
| Gemeinde Abbenrode |        | Gestaltet vom Magdeburger Kommunalheraldiker Jörg Mantzsch, genehmigt durch den Landrat des Landkreises Harz am 16. März 2009: „Schräg geteilt von Rot und Grün mit rechtem silbernen Faden, oben ein goldener Mühlstein mit freiem Mahlauge und zwei nach der Teilung gestellte abgewendete goldene Ähren, unten ein schräger goldener Schlüssel mit Bart oben zum Schildrand hin und viereckigem Schließblatt.“ Die Farben der Gemeinde sind – ausgehend von der Tingierung des Wappens und der Flagge – die Farben Gelb-Grün. |
| Gemeinde Danstedt |        | Gestaltet vom Heraldiker Udo Glathe aus Quedlinburg von der Heraldischen Gesellschaft „Schwarzer Löwe“ Leipzig, registriert in der Quedlinburger Wappenrolle unter der Nummer QWR II/88017 am 1. Mai 1988, genehmigt durch das Regierungspräsidium Magdeburg am 3. November 1995: „In Gold auf grünem Berg eine schwarze Bockwindmühle. Der Berg ist belegt mit einem silbernen Schildchen, darin eine rote, vierendige Geweihstange.“ |
| Gemeinde Heudeber |        | Gestaltet von der Magdeburger Heraldikerin Erika Fiedler, genehmigt durch das Regierungspräsidium Magdeburg 21. November 1995: „Gespalten von Schwarz und Silber; vorn eine bewurzelte goldene Pappel über zwei goldenen Wellenbalken, hinten eine aufrechte nach links gekehrte vierendige rote Hirschstange.“ Die Gemeindefarben sind Gold (Gelb) – Schwarz. |
| Gemeinde Langeln |        | Gestaltet vom Magdeburger Kommunalheraldiker Jörg Mantzsch, genehmigt durch den Landrat des Landkreises Harz am 30. März 2009: „In Silber, umgeben von den Strahlen einer goldenen Aureole, wachsend eine golden nimbierte und rot gekrönte Gottesmutter mit schwarzem Haar und silbernem Gesicht und Händen, bekleidet mit einem grünen Überwurf über einem roten Kleid, auf dem linken Arm das sitzende schwarzhaarige silberne Jesuskind und in der Rechten ein schwarzes Zepter haltend.“ Die Farben der Gemeinde sind – ausgehend von der Tingierung des Wappens und der Flagge – die Farben Grün-Weiß-Rot. |
| Gemeinde Schmatzfeld |        | Gestaltet vom Magdeburger Kommunalheraldiker Jörg Mantzsch, genehmigt durch den Landrat des Landkreises Harz am 18. August 2009 „Gespalten von Grün und Silber, vorn pfahlweise zwei goldene Ähren, hinten 5 schwarze Schrägbalken überspannt von einem linken roten Faden.“ Die Farben der Gemeinde sind Gelb-Grün. |
| Gemeinde Stapelburg |        | Gestaltet von dem Magdeburger Staatsarchivrat Otto Korn, genehmigt durch den Oberpräsidenten der Provinz Sachsen am 8. März 1938: „Gespalten von Gold und Blau; vorn ein halber schreitender schwarzer Hirsch, aus dem Spalt hervorbrechend; hinten ein silbernes Beil, dessen Schneide nach außen gekehrt ist.“ |
| Gemeinde Veckenstedt |        | Gestaltet vom Magdeburger Kommunalheraldiker Jörg Mantzsch, genehmigt durch den Landrat des Landkreises Harz am 7. Mai 2009: „In Gold drei grüne Lindenblätter, die nach oben und zu den Seiten aus dem Knoten eines mit beiden Enden herabhängenden schwarzen Seils sprießen.“ |
| Gemeinde Wasserleben |        | Genehmigt durch den Landrat des Landkreises Harz am 24. März 2009: „Silber über Blau durch Meereswellen geteilt, oben wachsend zwei zueinander gekrümmte, steigende rote Forellen.“ Die Farben der Gemeinde sind – ausgehend von der Tingierung des Wappens und der Flagge – die Farben Rot – Weiß. |
| Stadt Oberharz am Brocken Zum 1. Januar 2010 schlossen sich die Städte Benneckenstein (Harz), Elbingerode (Harz) und Hasselfelde mit den Gemeinden Elend, Sorge, Stiege, Tanne und Trautenstein der Verwaltungsgemeinschaft Brocken-Hochharz zur neugebildeten Stadt Oberharz am Brocken zusammen. |        | |
| Stadt Benneckenstein |        | Wappenführung seit Mitte des 18. Jahrhunderts, gestaltet vom Berliner Heraldiker Carl Busch, genehmigt am 10. Dezember 1932, bestätigt durch das Regierungspräsidium Magdeburg am 25. März 1996:: „In Silber hinter einer niedrigen roten Zinnenmauer ein linksgewendeter nimbierter Heiliger im blauem Gewand, in der Rechten ein rotes Buch, in der Linken einen erhobenen grünen Palmenzweig und einen gesenkten schwarzen Rost haltend.“ |
| Stadt Elbingerode |        | Wappen basiert auf einem Entwurf von Staatsarchivrat Otto Korn aus Magdeburg aus den 1930er Jahren, genehmigt durch das Regierungspräsidium Magdeburg am 22. Oktober 1998: „In Silber vor einer grünen Tanne auf grünem Boden ein springender schwarzer Hirsch mit achtendigem Geweih; im Schildfuß in silbernem Wasser eine rote Forelle.“ Die Farben der Stadt sind Grün – Weiß (Silber). |
| Gemeinde Elend |        | Gestaltet vom Magdeburger Kommunalheraldiker Jörg Mantzsch, genehmigt 1996: „In Rot eine silberne Spitze belegt mit einer aus grünem gewölbtem Schildfuß wachsenden Tanne.“ |
| Stadt Hasselfelde |        | Wappenführung in Gewohnheitsrecht seit 1653, gestaltet vom Magdeburger Kommunalheraldiker Jörg Mantzsch, genehmigt 2000: „In Silber ein gestürztes grünes Haselblatt aus einem grünen Zweig wachsend.“ Die Farben der Stadt sind Grün – Silber (Weiß). |
| Gemeinde Sorge |        | Gestaltet vom Magdeburger Kommunalheraldiker Jörg Mantzsch, genehmigt 1995: „In Silber ein roter Hirschkopf mit zehnendigem Geweih über grünem Dreiberg.“ Die Farben der Gemeinde sind Rot – Silber (Weiß). |
| Gemeinde Stiege |        | Gestaltet vom Magdeburger Kommunalheraldiker Jörg Mantzsch, genehmigt durch den Landrat des Landkreises Harz am 23. Juli 2008: „Geteilt und halb gespalten, oben in Silber ein rotes Schloss mit zwei durch einen mit zwei schräg versetzten Fensteröffnungen sowie einer Turmspitze mit Turmkugel versehenen, spitzbedachten Rundturm verbundenen Flügeln, beide Flügel mit je zwei Schornsteinen und je einem Erker in Höhe der Dachtraufe, dabei der rechte Flügel mit mittig angesetztem Erker und zwei, der linke mit insgesamt zehn rechteckigen Fensteröffnungen und links außen angesetztem Erker, unten vorn in Grün ein silbernes Bergmannsgezähe, hinten in Gold über blauem Wellenschildfuß drei aus einem schwebenden grünen Balken wachsende Tannen, die mittlere höher als die äußeren.“ Die Farben der Gemeinde sind – ausgehend von der Tingierung des Wappens – die Farben Grün-Weiß. |
| Gemeinde Tanne |        | Gestaltet vom Magdeburger Kommunalheraldiker Jörg Mantzsch, genehmigt 1996: „In Silber drei grüne Tannen auf grünem Dreiberg.“ |
| Gemeinde Trautenstein |        | Gestaltet vom Magdeburger Kommunalheraldiker Jörg Mantzsch, genehmigt 1995: „In Gold eine grüne Tanne aus gewölbtem Schildfuß wachsend, begleitet von je einem schwarzen Bergmannsgezähe.“ Die Farben der Gemeinde sind Grün – Gold (Gelb). |
| Stadt Osterwieck Zum 1. Januar 2010 schloss sich die Stadt Osterwieck mit den sieben Mitgliedsgemeinden Aue-Fallstein, Berßel, Bühne, Lüttgenrode, Rhoden, Schauen und Wülperode der Verwaltungsgemeinschaft Osterwieck-Fallstein zur neugebildeten Stadt Osterwieck zusammen. Zuvor schloss sich zum 11. September 2003 die Stadt Dardesheim mit den Gemeinden Deersheim, Hessen, Osterode am Fallstein, Rohrsheim, Veltheim am Fallstein und Zilly der Verwaltungsgemeinschaft Aue-Fallstein zur neugebildeten Gemeinde Aue-Fallstein zusammen. |        | |
| Gemeinde Aue-Fallstein |        | Genehmigt durch das Regierungspräsidium Magdeburg am 7. Oktober 2003, registriert im Landesarchiv Sachsen-Anhalt unter der Wappenrollennummer 9/2003. Damit führte die Gemeinde das Wappen in Rechtsnachfolge weiter, das zuvor durch das Regierungspräsidium Magdeburg am 15. Juli 1997 der Verwaltungsgemeinschaft Aue-Fallstein genehmigt wurde: „Geviert von Silber und Rot; Feld 1: eine grüne Buche, Feld 2: vier (2:2) dreiblättrige (1:2) silberne Blüten, Feld 3: drei im rechten Winkel abwärts kehrend gestellte dreiblättrige (1:2) silberne Blüten, Feld 4: ein blauer Wellenbalken.“ Die Farben der Einheitsgemeinde sind Weiß/Rot. |
| Gemeinde Berßel |        | Genehmigt am 15. Juli 1997: „Gespalten von Grün und Silber mit Schildfuß in verwechselten Farben; vorn ein silberner Turm mit schwarz konturiertem Spitzdach und zwei pfahlweise gestellten, viereckigen schwarzen Fensteröffnungen; hinten ein aufgerichteter, rot bewehrter gezungter Bär.“ Die Farben der Gemeinde sind Grün – Silber (Weiß). |
| Gemeinde Bühne |        | Gestaltet von dem Heraldiker Udo Glathe aus Quedlinburg, genehmigt durch das Regierungspräsidium Magdeburg am 14. Juli 1997: „In Rot eine über silbernen Schildfuß mit blauer Wellenleiste aufgehende goldene Sonne mit 4 Strahlen, überdeckt von 3 zwischen den Strahlen liegenden goldenen Ähren.“ Die Farben der Gemeinde sind Gelb (Gold) - Rot. |
| Stadt Dardesheim |        | Das Wappen geht zurück auf ein bereits 1587 verwendetes Siegel, genehmigt durch das Regierungspräsidium Magdeburg am 12. November 1999: „In Silber ein golden bewehrter roter Adler.“ Die Farben der Stadt sind Rot – Weiß (Silber). |
| Gemeinde Deersheim |        | Genehmigt durch das Ministerium des Innern des Landes Sachsen-Anhalt am 22. Oktober 1990: „In Gold drei (2:1) schwarze Kesselhaken.“ |
| Gemeinde Lüttgenrode |        | Gestaltet von dem Heraldiker Udo Glathe aus Osterweddingen, registriert in der Quedlinburger Wappenrolle unter der Nummer QWR II/97015, genehmigt durch das Regierungspräsidium Magdeburg am 16. Juli 1997: „Gespalten von Rot und Silber; vorn ein aus dem rechten unteren Schildrand wachsender silberner Turm mit zwei balkenweise angeordneten schwarzen Rundbogen-Fensteröffnungen in einer rundbogigen Mauernische und einem schwarz konturierten Dach mit beknauften spitzen Zwillingstürmen; hinten ein blauer Wellenbalken, überdeckt von einer aufrecht stehenden blauen Rodehacke, das Blatt nach links gekehrt.“ Die Farben der Gemeinde sind Rot – Weiß (Silber). |
| Stadt Osterwieck |        | Genehmigt durch das Regierungspräsidium Magdeburg am 2. Mai 1997: „Gespalten von Silber und Rot; belegt mit einer besamten gefüllten Rose in verwechselten Tinkturen.“ |
| Gemeinde Rhoden |        | Gestaltet von dem Heraldiker Udo Glathe aus Osterweddingen, genehmigt durch das Regierungspräsidium Magdeburg am 15. Juli 1997: „In Silber eine rote Rose mit grünen Kelchblättern und grünem Butzen, überhöht von zwei gekreuzten blauen Doppelhaken.“ |
| Gemeinde Veltheim am Fallstein |        | Gestaltet von dem Magdeburger Staatsarchivrat Otto Korn, genehmigt durch den Oberpräsidenten der preußischen Provinz Sachsen am 18. November 1938: „In Rot zwei silberne Schrägrechtsbalken, belegt mit je drei roten sechsstrahligen Sternen.“ |
| Gemeinde Wülperode |        | Gestaltet von dem Heraldiker Udo Glathe aus Quedlinburg, genehmigt durch den Landrat des Landkreises Halberstadt am 18. April 2006: „Im silbernen Schild mit blauem Wellenschildfuß drei gekreuzte rote Rodehacken, die zuoberst aufliegende gestürzt mit nach rechts weisendem Blatt.“ |
| Stadt Quedlinburg Zum 1. Januar 2011 wurden die Gemeinde Bad Suderode und die Stadt Gernrode der Verwaltungsgemeinschaft Gernrode/Harz nach Quedlinburg eingemeindet. Am 19. Februar 2013 erklärte das Landesverfassungsgericht die Eingemeindung wegen eines Formfehlers im Anhörungsverfahren für verfassungswidrig und hob sie auf. Zum 1. Januar 2014 wurden Bad Suderode und Gernrode erneut nach Quedlinburg eingemeindet, die Verwaltungsgemeinschaft Gernrode/Harz damit endgültig aufgelöst.                                             |        | |
| Gemeinde Bad Suderode |        | Gestaltet von dem Magdeburger Staatsarchivrat Otto Korn, genehmigt durch den Oberpräsidenten der Provinz Sachsen am 26. März 1938: „In Blau auf einem grünen Boden ein silberner Brunnentempel mit Kuppeldach und Brunnenstock in der Mitte, ruhend auf einem dreistufigen Unterbau und vier Säulen. Der Schildfuß ist belegt mit einem roten Schildchen, worin sich zwei schrägaufwärts gekreuzte silberne Vorlegemesser mit goldenen Griffen befinden.“ |
| Stadt Gernrode (ab 1997) |        | Genehmigt durch das Regierungspräsidium in Magdeburg am 16. Juli 1997 „In Silber eine rote Burg mit zwei spitzbedachten, goldbeknauften Rundtürmen, mit je einer Fensteröffnung; die Türme verbunden durch ein gezinntes, schwarz gefugtes, bedachtes Torhaus mit fünf Fensteröffnungen balkenweise und geschlossenem goldenem Tor mit schwarzen Beschlägen; auf dem Dach des Torhauses ein rot bewehrter und rot gezungter schreitender goldener Löwe, die rechte Pranke an das Turmdach gelegt.“ |
| Stadt Gernrode (1539–1997) |        | Verliehen durch Äbtissin Anna I. von Plauen am 14. September 1539: „In Silber ein zweitürmiges rotes Gebäude mit geschlossenem goldenem Tor; auf dem Dach des Torhauses zwischen den spitzbedachten Türmen ein schreitender goldener Löwe.“ |
| Stadt Schwanebeck Zum 1. Januar 2010 wurde die Gemeinde Nienhagen nach Schwanebeck eingemeindet. |        | |
| Gemeinde Nienhagen |        | Gestaltet von der Magdeburger Heraldikerin Erika Fiedler, genehmigt durch das Regierungspräsidium Magdeburg am 25. August 1995: „Schräggeteilt von Silber über Grün; oben ein auffliegender schwarzer golden bewehrter und konturierter Fasan mit grünem Kopf und Hals und roter Blesse um das Auge, unten ein silberner Platanenzweig mit drei silbernen Blättern und drei goldenen Früchten.“ |
| Gemeinde Selke-Aue Zum 1. Januar 2010 schlossen sich die Gemeinden Hausneindorf und Wedderstedt aus der Verwaltungsgemeinschaft Ballenstedt/Bode-Selke-Aue zur neugebildeten Gemeinde Selke-Aue zusammen. Zum selben Datum wurde die Gemeinde Heteborn nach Selke-Aue eingemeindet. |        | |
| Gemeinde Hausneindorf |        | Gestaltet vom Heraldiker Karl-Heinz Fritze aus Niederorschel, genehmigt durch das Regierungspräsidium Magdeburg am 26. März 2003: „In Blau hinter einer silbernen, schwarz gefugten, gezinnten Mauer ein silberner, schwarz gefugter behelmter Turm mit kleiner Fensteröffnung.“ Die Farben der Gemeinde sind Silber (Weiß) – Blau. |
| Gemeinde Heteborn |        | Genehmigt durch das Regierungspräsidium Magdeburg am 19. Juli 1996: „Gespalten von Silber und Rot; vorn ein steigendes grünes Eichenblatt, am Stiel beidseitig je eine aufsteigende grüne Eichel mit schwarzer Kapsel; hinten ein gezinnter, schwarzgefugter silberner Turm mit offenem Torbogen und zwei schwarzen Rundbogenfensteröffnungen, pfahlweise.“ Die Farben der Gemeinde sind Grün-Weiß. |
| Gemeinde Wedderstedt |        | Gestaltet vom Heraldiker Karl-Heinz Fritze aus Niederorschel, genehmigt durch das Regierungspräsidium Magdeburg am 26. März 2003: „In Silber auf einem blauen, mit einer goldenen Fibel belegten Hügel ein blauer, schwarz gefugter, breitbedachter Turm, im oberen Teil belegt mit einer silbernen Rose mit schwarzen Kelchblättern, der ein rotes, mit silbernem Kreuz belegtes Herz aufliegt.“ Die Farben der Gemeinde sind Blau-Weiß. |
| Stadt Thale |        | |
| Gemeinde Allrode |        | Gestaltet vom Magdeburger Kommunalheraldiker Jörg Mantsch, genehmigt durch das Regierungspräsidium Magdeburg am 20. November 1995, registriert im Landeshauptarchiv unter der Wappenrollennummer 112/1995: „In Silber eine grüne Köhlerhütte mit schwarzer Öffnung zwischen zwei grünen Tannen auf grünem Schildfuß.“ Die Farben der Gemeinde sind Grün und Weiß. Zum 1. Januar 2011 wurde die Gemeinde Allrode nach Thale eingemeindet. |
| Gemeinde Altenbrak |        | Gestaltet vom Magdeburger Kommunalheraldiker Jörg Mantsch, genehmigt durch das Regierungspräsidium Magdeburg am 10. Juli 2008, registriert im Landeshauptarchiv unter der Wappenrollennummer 32/2008: „Gespalten von Gold und Grün, vorn eine ausgerissene grüne Fichte, hintern ein halbes silbernes Wassermühlenrad am Spalt, im blauen Wellenschildfuß eine silberne Forelle.“ Die Farben der Gemeinde sind – ausgehend von der Tingierung des Wappens – die Farben Grün-Gelb. Zum 1. Juli 2009 wurde die Gemeinde Altenbrak nach Thale eingemeindet. |
| Gemeinde Friedrichsbrunn |        | Gestaltet vom Magdeburger Kommunalheraldiker Jörg Mantsch, genehmigt 1997: „Geviert; Feld 1 und 4: In Grün eine schräglinke silberne Axt; Feld 2 und 3: In Silber ein grüner Hirschkopf im Visier mit zwölfendigem Geweih.“ Die Farben der Gemeinde sind Grün/Weiß. Zum 23. November 2009 wurde die Gemeinde Friedrichsbrunn nach Thale eingemeindet. |
| Gemeinde Neinstedt |        | Genehmigt durch das Regierungspräsidium Magdeburg am 19. November 1996: „In Rot ein mit einem silbernen Klöppel schräg gekreuzter silberner Schlüssel, der Bart rechts oben abwärts gekehrt, das Schließblatt oval.“ Die Farben der Gemeinde sind Silber (Weiß) – Rot. Zum 1. Januar 2009 wurde die Gemeinde Neinstedt nach Thale eingemeindet. |
| Gemeinde Stecklenberg |        | Gestaltet vom Magdeburger Kommunalheraldiker Jörg Mantsch, genehmigt 1996: „Zinnenförmig geteilt von Silber über Grün, oben ein gegabelter grüner Zweig, rechts mit vier grünen Blättern und einer roten Kirsche, links mit drei grünen Blättern und zwei roten Kirschen; unten zwei gekreuzte silberne Hämmer, der Schnittpunkt belegt mit einem silbernen Meißel.“ Die Farben der Gemeinde sind Grün/Weiß. Zum 23. November 2009 wurde die Gemeinde Stecklenberg nach Thale eingemeindet. |
| Gemeinde Treseburg |        | Gestaltet vom Magdeburger Kommunalheraldiker Jörg Mantsch, genehmigt am 1. April 1997: „In Silber eine gezinnte, schwarz gefugte rote Brücke, dahinter wachsend ein gezinnter, schwarz gefugter roter Turm mit zwei silbernen Rundbogenöffnungen pfahlweise, begleitet von zwei grünen Fichten, im gewölbten silbernen Schildfuss eine rechts gewendete schwarze Forelle.“ Die Farben der Gemeinde sind Rot/Weiß. Zum 1. Juli 2009 wurde die Gemeinde Treseburg nach Thale eingemeindet. |
| Gemeinde Weddersleben |        | Gestaltet von dem Heraldiker Frank Jung aus Erfurt, genehmigt durch das Regierungspräsidium Magdeburg am 11. Mai 1998: „Geteilt und halb gespalten; oben in Blau eine silberne Felsenmauer, unten vorn in Rot eine schrägrechts geneigte aufrechte goldene Ähre am Stiel zwischen zwei Blättern, unten hinten in Blau ein silberner Schwan mit schwarzem Schnabel und ausgeschlagener schwarzer Zunge auf silbernem Wasser mit sieben schwarzen Wellenlinien.“ Die Farben der Gemeinde sind Blau/Weiß. Zum 1. Januar 2009 wurde die Gemeinde Weddersleben nach Thale eingemeindet. |
| Stadt Wegeleben |        | |
| Gemeinde Deesdorf |        | Genehmigt ????: „.“ 1975 wurde Deesdorf nach Wegeleben eingemeindet. |
| Gemeinde Rodersdorf |        | Genehmigt durch das Regierungspräsidium Magdeburg am 5. Februar 1998: „Gespalten von Gold und Grün; vorn ein steigendes grünes Eichenblatt, hinten pfahlweise zwei goldene Pflugscharen, die Spitzen nach unten gekehrt.“ Die Farben der Gemeinde sind Gold (Gelb) und Grün. Zum 1. Mai 2001 wurde die Gemeinde Rodersdorf nach Wegeleben eingemeindet. |
| Stadt Wernigerode |        | |
| Gemeinde Benzingerode |        | Gestaltet von der Magdeburger Heraldikerin Erika Fiedler, genehmigt durch das Regierungspräsidium Magdeburg am 11. September 1992: „In Silber durch einen schwarzen Schräglinksbalken geteilt, oben eine aus dem rechten Schildrand wachsende nach links gerichtete vierendige rote Geweihstange, unten schwebend ein roter Turm mit drei Zinnen, schwarzgefugtem Mauerwerk und einem offenen Fenster. Der Balken ist mit drei vierblättrigen silbernen Rosen, deren Samenkapseln und Kelchblätter rot tingiert sind, belegt.“ Zum 1. April 1993 wurde die Gemeinde Benzingerode nach Wernigerode eingemeindet. |
| Gemeinde Reddeber |        | Gestaltet von der Magdeburger Heraldikerin Erika Fiedler, genehmigt durch das Regierungspräsidium Magdeburg am 30. August 1996: „In Rot schrägrechts ein silberner Feuerrost.“ Zum 1. Januar 2010 wurde die Gemeinde Reddeber nach Wernigerode eingemeindet. |
| Gemeinde Schierke |        | Gestaltet von dem Magdeburger Staatsarchivrat Otto Korn, genehmigt durch den Oberpräsidenten der Provinz Sachsen am 5. Mai 1939: „In Gold ein schwarzer Hirsch-Schädel mit Geweih im Visier.“ Zum 1. Januar 2009 wurde die Gemeinde Schierke nach Wernigerode eingemeindet. |

## Historische Wappen
| Stadt oder Gemeinde                                                                       | Wappen | Kommentare |
| ----------------------------------------------------------------------------------------- | ------ | --- |
| Stadt Blankenburg (Harz)                                                                  |        | Die älteste Darstellung dieses Wappenbildes entstammt einem Siegel des Grafen Siegfried II. von Blankenburg aus dem Jahre 1266 „In Schwarz in silberner Turm mit offenem roten Tor; beseitet vorn von einem Silberschildchen mit roter Hirschstange, hinten von einem silbernen Topfhelm mit roten Hirschstangen als Helmzier.“ |
| - Stadt Quedlinburg - Stadt Thale (1937–1953) - Stadt Thale (ab 1953) - Stadt Wernigerode |        | |